# Ivan Vucov
Ivan Kolev Vucov (bolgárul:  Иван Колев Вуцов, Gabrovo, 1939. december 14. – Szófia, 2019. január 18.) bolgár válogatott labdarúgó, edző.
A bolgár válogatott tagjaként részt vett az 1966-os világbajnokságon. A nemzeti csapatot két alkalommal irányította szövetségi kapitányként. Először 1982 és 1986 között, majd 1989 és 1991 között. Irányításával kijutottak az 1986-os világbajnokságra.

## Sikerei, díjai

### Játékosként
Lokomotiv Szofija
- Bolgár bajnok (2): 1964–65, 1967–68
- Bolgár kupa (1): 1966–67

### Edzőként
Lokomotiv Szofija
- Bolgár bajnok (2): 1978–79, 1992–93
- Bolgár kupa (2): 1975–76, 1978–79